# Domèvre-en-Haye
Domèvre-en-Haye è un comune francese di 405 abitanti situato nel dipartimento della Meurthe e Mosella nella regione del Grand Est.

## Società

### Evoluzione demografica
Abitanti censiti